# Paul Stagg Coakley
Paul Stagg Coakley (Norfolk, 3 de junho de 1955) é um bispo católico americano, arcebispo de Oklahoma City.
O bispo de Wichita, David Monas Maloney, o ordenou diácono em 8 de abril de 1982, e o bispo de Wichita, Eugene John Gerber, o ordenou sacerdote em 21 de maio de 1983.
O Papa João Paulo II o nomeou Bispo de Salina em 21 de outubro de 2004. O arcebispo de Kansas City no Kansas, James Patrick Keleher, concedeu-lhe a consagração episcopal em 28 de dezembro do mesmo ano; Os co-consagradores foram Eugene John Gerber, bispo emérito de Wichita, e George Kinzie Fitzsimons, ex-bispo de Salina. Como lema escolheu Duc in Altum.
Em 16 de dezembro de 2010 foi nomeado pelo Papa Bento XVI Arcebispo de Oklahoma City com posse em 11 de fevereiro do ano seguinte.